# Saint-Savinien
Saint-Savinien är en kommun i Frankrike i  departementet Charente-Maritime och i regionen Nouvelle-Aquitaine.
Ortens invånare kallas på franska Savinoises (f) och Savinois (m).

## Läge
Saint-Savinien är en by med 2 374 invånare och ligger 15 km nordost om Saintes och 25 km sydväst om Rochefort. Den här pittoreska byn ligger mellan  Saintes och Rochefort i Charentesdalen. Saint-Savinien ligger 60 km sydöst om La Rochelle som är huvudstad i Charente-Maritime.
Som Tonnay-Charente och Rochefort ligger hela byn vid högra stranden av floden Charente.

## En historik hamnby
Byn ligger cirka 40 km från flodens mynning i Atlanten och var en livlig hamnby vid floden från medeltiden till 1900-talet. Hamnen exporterade konjak och framför allt kalksten från de stora dagbrotten i Saint-Savinien. Stenen var berömd i Europa.

## En turistort
I dag är välkänt Saint-Savinien i Charente-Maritime som  turistort. Det är en fin och målerisk by och en turisthamn med fritidsbåtar och segelbåtar.

## Befolkningsutveckling
Antalet invånare i kommunen Saint-Savinien
| Referens: INSEE |

## Bilder på Saint-Savinien

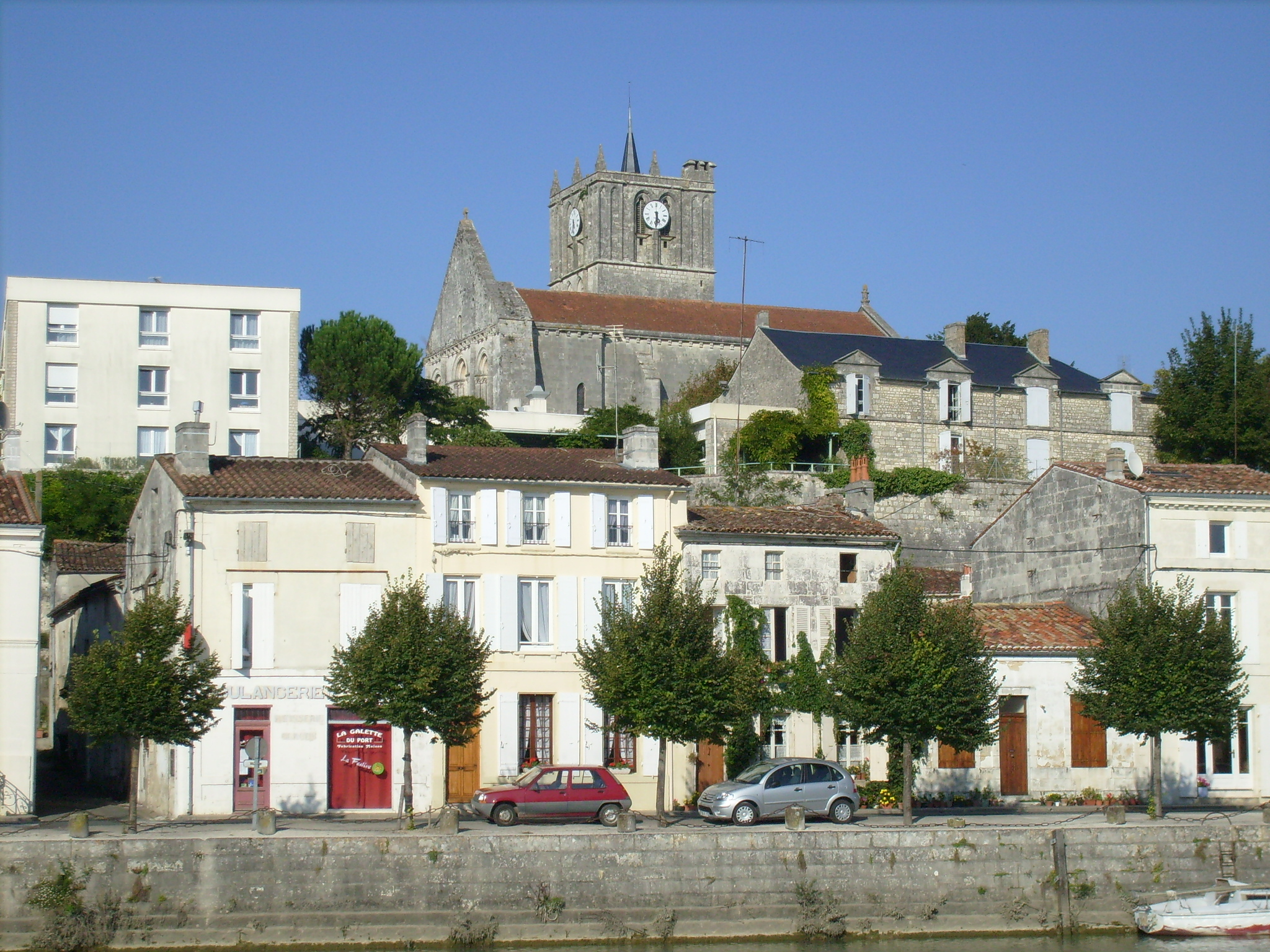
Kyrkan
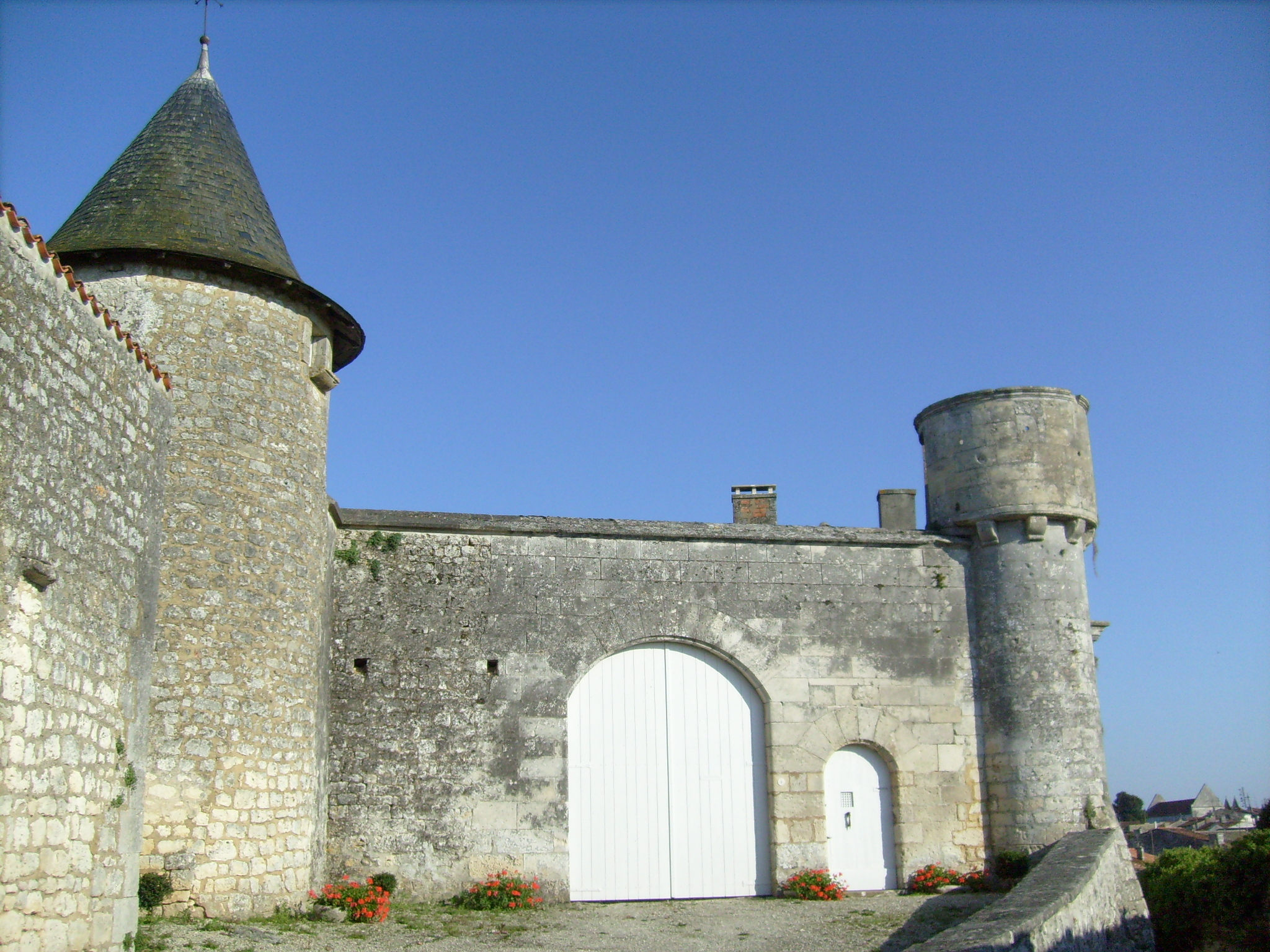
Det medeltida slottet
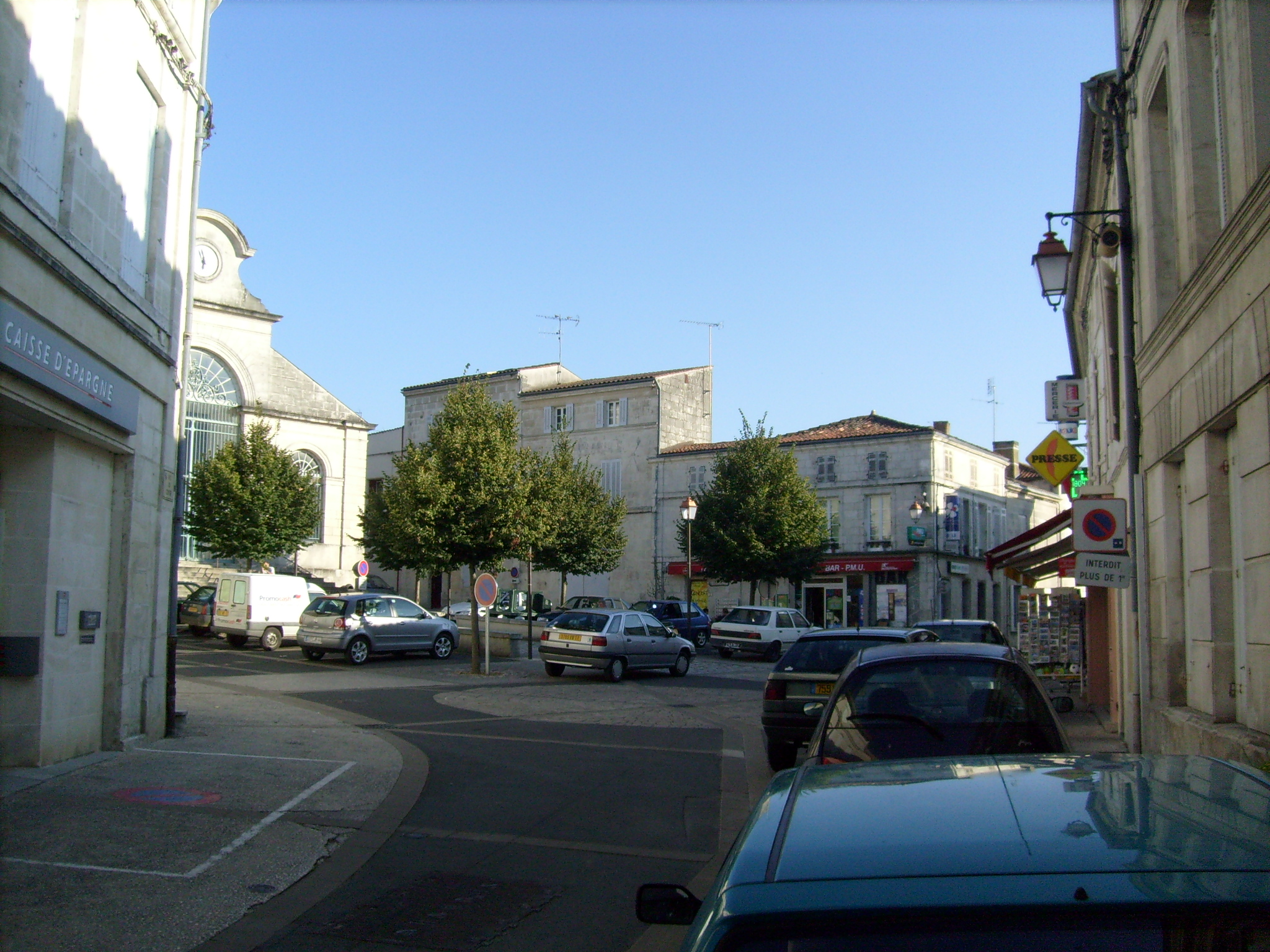
Saint-Saviniens centrum
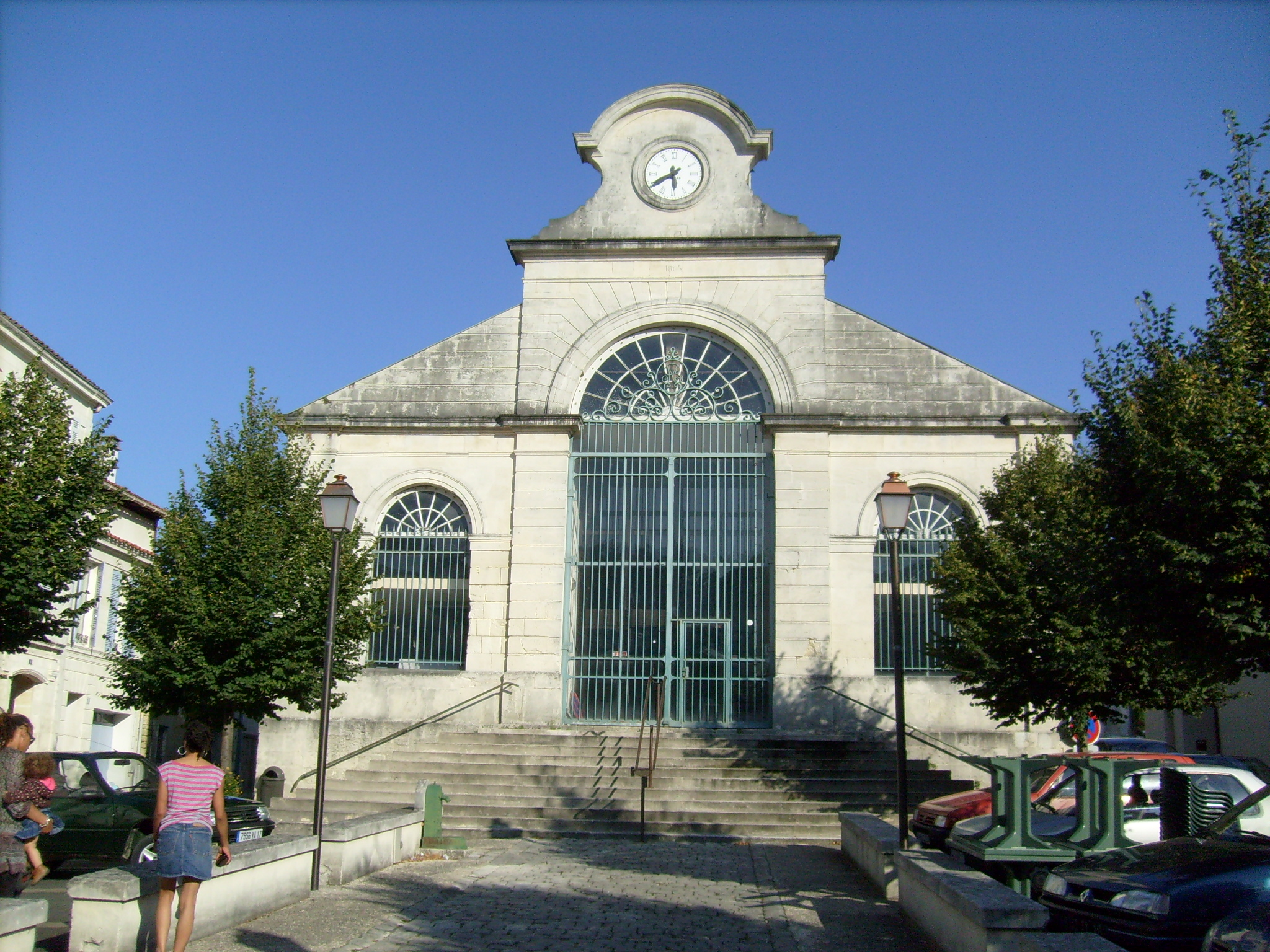
Saint-Saviniens saluhall